# Celui qui avait tué la mort
Pour plus de détails, voir Fiche technique et Distribution.
Celui qui avait tué la mort (The Man They Could Not Hang) est un film d'horreur américain réalisé par Nick Grinde en 1939 mettant en vedette Boris Karloff.

## Synopsis
Dr. Savaard, un scientifique fou, a découvert une méthode pour ressusciter les morts grâce à une expérience scientifique. Dénoncé par la petite amie de son assistant, Savaard est arrêté et condamné à la pendaison. Avant son exécution, il jure vengeance contre le juge, le procureur et le jury pour cette injustice. Après qu'il fut pendu, il est ressuscité par son assistant qui utilise sa technique. Le Dr. Savaard peut maintenant se venger...

## Fiche technique
Sauf indication contraire, les informations mentionnées dans cette section peuvent être confirmées par la base de données cinématographiques IMDb,  présente dans la section « Liens externes ».
- Titre : Celui qui avait tué la mort
- Titre original : The Man They Could Not Hang
- Autres titres : Demain je serai pendu ou L'Homme qui a tué la mort ou Celui qui a tué la mort ou L'Homme qu'on ne pouvait jamais arrêter[1]
- Réalisation : Nick Grinde
- Scénario : Karl Brown, George Wallace Syre, Leslie T. White
- Cinématographie : Benjamin H. Kline
- Montage : William A. Lyon
- Musique : Morris Stoloff
- Production : Wallace MacDonald
- Société de production : Columbia Pictures
- Société de distribution : Columbia Pictures
- Pays de production :  États-Unis
- Langue : Anglais
- Format : noir et blanc
- Genre :Horreur et science-fiction
- Durée : 64 minutes
- Dates de sortie :
  - États-Unis : 17 août 1939
  - France : 22 février 1940[1]

## Distribution
- Boris Karloff : Dr. Henryk Savaard
- Lorna Gray : Janet Savaard
- Robert Wilcox : Scoop Foley
- Roger Pryor : Dist. Atty. Drake
- Don Beddoe : Police Lt. Shane
- Ann Doran : Betty Crawford
- Joe De Stefani : Dr. Stoddard
- Charles Trowbridge : Judge Bowman
- Byron Foulger : Lang
- Dick Curtis : Clifford Kearney
- James Craig : Watkins
- John Tyrrell : Sutton

## Production
Le tournage a commencé le 27 juin et s'est terminé le 12 juillet 1939.

## DVD
Le film est disponible en DVD dans la collection Icons of Horror - Boris Karloff, sorti en 2006 aux États-Unis.